# والي رانك
والي رانك (بالإنجليزية: Wally Rank)‏ مواليد 1 مارس 1958 في كاليفورنيا، هو لاعب كرة سلة أمريكي سابق. تم اختياره من قبل فريق لوس أنجلوس كليبرز خلال الدرافت. حمل الرقم 30. يبلغ طوله 6 قدم 6 بوصة (2.0 م).

## روابط خارجية
- والي رانك على موقع إن بي أي (الإنجليزية)
- والي رانك على موقع سبورتس رفرنس (الإنجليزية)
- والي رانك على موقع كلية كرة السلة في سبورتس رفرنس.كوم (الإنجليزية)
- والي رانك على موقع ريلجم (الإنجليزية)
- والي رانك على موقع بروبوليرز (الإنجليزية)